# Сатунц, Степан Христофорович
Степан Христофорович Сатунц (26 сентября 1910, Тифлис, Грузия — 18 февраля 1985, Москва, Россия) — советский архитектор и педагог.

## Биография
Степан Христофорович Сатунц родился 26 сентября 1910 года в Тифлисе (ныне — Тбилиси) в семье архитектора, выпускника Императорской Академии Художеств Христофора Богдановича Тер-Саркисова-Сатунца.
После окончания Тбилисской Академии Художеств с 1931 по 1940 год Степан Христофорович работал в Тбилиси и приобрел известность как один из ведущих архитекторов Грузии. В эти годы им спроектированы и построены дома отдыха в Гаграх и Цхалтубо, серии мостов, здание Тбилисского комитета КПб Грузии. В 1935 году его конкурсный проект цирка на 3000 зрителей получил 1-ю премию, а в 1936 году его проект Тбилисского государственного цирка на 2000 зрителей так же получил высшую оценку и был осуществлен в 1940 году.
В этом же году Сатунц поступил в аспирантуру Академии строительства и архитектуры СССР в Москве и стал учеником архитектора Андрея Константиновича Бурова, с которым впоследствии их связывала многолетняя дружба и творческий союз.
С 1944 года и до самой кончины Степан Христофорович занимался педагогической деятельностью в Московском архитектурном институте и одновременно много проектировал в институтах «Гипровино», «Белпромпроект», «Моспроект», «Гипротеатр».
Степан Христофорович работал с признанными мастерами советской архитектуры А. К. Буровым, М. П. Парусниковым, К. С. Алабяном, которые ценили не только его творческую одаренность, но и беспредельную преданность искусству.
За время педагогической деятельности Сатунц воспитал целую плеяду архитекторов, многие из них стали ведущими мастерами архитектуры.
Одарённый, высоко квалифицированный специалист, он обладал широким кругозором не только в области архитектуры, но и других областях искусства и культуры, особенно музыки, которую он беззаветно любил и знал на уровне профессионала, что признавалось крупнейшими музыкантами.
Большое место в жизни С. Х. Сатунца занимало живописное и графическое творчество.
Как художник-декоратор оформил два спектакля в тифлисском Театре юного зрителя: «Гикор» и «Будь готов!» (1929).
Умер в Москве 18 февраля 1985 года. Похоронен на Кунцевском кладбище.

## Семья
Жена — Анцута, Елена Брониславовна, архитектор.

## Избранные проекты и постройки
1930
- Планировка рабочего посёлка «Ингурбумстрой» на 2600 жителей;
- Проект клуба на 300 человек в рабочем посёлке «Ингурбумстрой».

1931
- Проект Ф.З.У. Баксовета в Баку;
- Проект Дворца Культуры в Тбилиси совместно с К. Н. Дгебуладзе, И. Г. Заалишвили, В. Г. Коркашвили.

1932
- Проект планировки города Нахичевань на Араксе на 22000 жителей совместно с И. Г. Заалишвили, М. В. Карпович;
- Проект типового жилого дома совместно с И. Г. Заалишвили, М. В. Карпович;
- Проект дома отдыха СКО ВЦСПС на 600 мест в Гадауте.

1933
- Дом отдыха Зак СНК в Гаграх;
- Проект дома отдыха Лечсанупра на Зеленом мысу;
- Проект клуба для Караклинского Химзавода на 500 мест совместно с Н. П. Северовым.

1934
- Проект дома отдыха УДОС СПСГ на 500 человек в Крцаниси совместно с Н. П. Северовым;
- Проект санатория нервно-больных СКОВЦСПС на 230 коек в Гаграх.

1935
- Дом отдыха Зак СНК в Цхалтубо;
- Конкурсный проект цирка на 3000 зрителей в Тбилиси, I премия;
- Проект жилого дома на 200 квартир с кинотеатром на 700 мест у моста Челюскинцев в Тбилиси совместно с Н. П. Северовым, Ю. К. Житковским,  Д. В. Фоминым.

1936
- Проект театра на 700 мест в городе Гори;
- Интерьер зала заседаний ЦК КП(б) Грузии в бывшем здании Зак. СНК в Тбилиси;
- Конкурсный проект цирка на 2000 зрителей в Тбилиси совместно с Н. М. Непринцевым, I премия.
- Цирк на 2000 зрителей в Тбилиси. Совместно с Н. М. Непринцевым, В. Урушадзе. Построен в 1940 году.

1937
- Мост в Кировобаде совместно с Н. М. Непринцевым;
- Проект Дома Туриста ТЭУ ВЦСПС на 200 человек на Зеленом мысу совместно с Н. М. Непринцевым;
- Проект психиатрического института в Тбилиси совместно с Н. М. Непринцевым;
- Проект детского санатория на 100 детей в Патара-Цеми совместно с Н. М. Непринцевым.
- Проект типового моста и типовой галереи (в местах выносов) для Военно-Грузинской дороги.

1938
- Мост через реку Лиахву в городе Гори. Построен в 1939 году;
- Серия проектов мостов через реки Ингури, Лехура, Духнис-Хеви, Малтаква и другие;
- Конкурсный проект типовых жилых домов для посёлка «Чай-совхоз Грузии» совместно с Н. М. Непринцевым, II премия;
- Проект дома художественного воспитания и технической пропаганды среди детей в Тбилиси совместно с Н.М. Непринцевым.

1939
- Проект жилого дома гостиничного типа в Тбилиси;
- Проект музея «Метехи» в Тбилиси совместно с М. Г. Калашниковым.

1940
- Здание Тбилисского комитета КП(б) Грузии совместно с А. Г. Курдиани. Построено в 1944 году;
- Проект трёх типов малоэтажных жилых домов для пригорода Тбилиси.

1941
- Проект планировки курорта Цхалтубо совместно с Н. П. Северовым.

1941—1943
- Маскировка оборонных объектов в Грузии.

1943
- Проект завода шампанских вин в Алма-Ате;
- Проект завода шампанских вин во Фрунзе;
- Проект «Дворца Славы» в Сталинграде совместно с А. К. Буровым.[5]

1945
- Проект серии из 7 типовых железнодорожных вокзалов по линии Москва - Львов совместно с А. К. Буровым.

1946
- Проект реконструкции Харьковского завода шампанских вин;
- Проект архитектуры  моста через реку Дон.

1947
- Проект реконструкции Московского завода шампанских вин.

1948
- Экспериментальный проект цирка на 2000 зрителей для Сталинграда;
- Конкурсный проект морского вокзала в Сочи совместно с А. К. Буровым.

1949
- Проект цирка на 2000 зрителей в Горьком;
- Завод шампанских вин в Ереване совместно с И. С. Сустерович;
- Проект типового винзавода для южных районов Украины.

1950, Москва
- Интерьер ресторана и кафе

«Арарат» совместно с К. С. Алабяном;
- Конкурсные проекты реконструкции павильонов «Животноводство» и «Земледелие» на ВСХВ совместно с Е. В. Шарковой;
- Проект летнего цирка на 3000 зрителей совместно с Е. В. Шарковой;
- Павильон «Арарат» на ВСХВ совместно с Е. В. Шарковой.

1951
- Серия проектов типовых цирков на 1500, 2000 и 2500 зрителей совместно с Е. В. Шарковой.

1952
- Стадион «Динамо» на 35000 зрителей в Минске совместно с Н. Колли, В. Вольфензоном, Н. Шмидтом, М. П. Парусниковым, Е. В. Шарковой;
- Проект жилого дома по Ленинградскому шоссе № 31 в Москве на 550 квартир совместно с Г. А. Сухининой;
- Проект планировки жилого комплекса по Волоколамскому шоссе № 36-46 в Москве совместно с Б. Ю. Брайнденбургом, Н. И. Степановым.

1953, Москва
- Проект перестройки и реконструкции жилого дома по Ленинградскому шоссе № 4 совместно с Н. И. Степановым;
- Проект жилого дома «Советский учёный» на 70 квартир совместно с Н. И. Степановым;
- Проект крупнопанельного жилого дома совместно с Л. И. Мариновским, А. Г. Гохбаумом.

1954, Москва
- Проект реконструкции существующего административного здания и пристройки жилого корпуса на площади Коммуны совместно с Л. И. Мариновским;
- Проект административного здания на площади Белорусского вокзала совместно с Л. И. Мариновским.

1955
- Проект крытого рынка в районе улицы Усиевича в Москве совместно с К. С. Алабяном;
- Цирк на 2000 зрителей в Горьком совместно с Е.В. Шарковой (в стадии рабочего проектирования в качестве авторов привлечены также С. Гельфер, Г. В. Напреенко).

1956
- Проект цирка на 2000 зрителей в Иркутске совместно с Е. В. Шарковой;
- Проект цирка на 2000 зрителей в Ярославле совместно с Е. В. Шарковой;
- Проект типового капитального летнего цирка на 2000 зрителей совместно с Е. В. Шарковой.

1957
- Проект типового зимнего цирка на 2000 зрителей в двух вариантах;
- Проект типового кинотеатра на 400 зрителей в двух вариантах;
- Проект типового кинотеатра на 600 зрителей совместно с Е. В. Шарковой.

1958
- Проект типового двухзального кинотеатра на 1000 и 500 зрителей;
- Проект Московского летнего цирка на 3000 зрителей совместно с Е. В. Шарковой.

1959
- Проект панорамного кинотеатра на 1600 зрителей совместно с В. Шифриным.
- Конкурсный проект экспериментального жилого района на 40 000 жителей в юго-западном районе Москвы совместно с М. П. Парусниковым.

1960
- Конкурсный проект планировки Международной выставки 1967 года в Москве совместно с М. П. Парусниковым;
- Конкурсный проект Большого Московского государственного цирка на 3000 зрителей на проспекте Вернадского в Москве совместно с Я. Б. Белопольским, Е. П. Вулых. Принят к постройке.

1961
- Проект планировки колхоза «Рассвет» Елькинского района Смоленской области на 1500 жителей совместно с М. П. Парусниковым.

1962
- Конкурсный проект Международной выставки 1967 года в Москве. Авторское участие в коллективе преподавателей Московского Архитектурного института.

1963
- Проект планировки и реконструкции центра (прибрежной части) города Черкассы совместно с М. П. Парусниковым, В. А. Задоенко.

1965
- Проект планировки города Корсунь-Шевченковский на 30000 жителей совместно с М. П. Парусниковым.
- Конкурсный проект планировки и реконструкции центра города Новосибирска. Авторское участие в коллективе преподавателей Московского Архитектурного института, II премия.

## Галерея

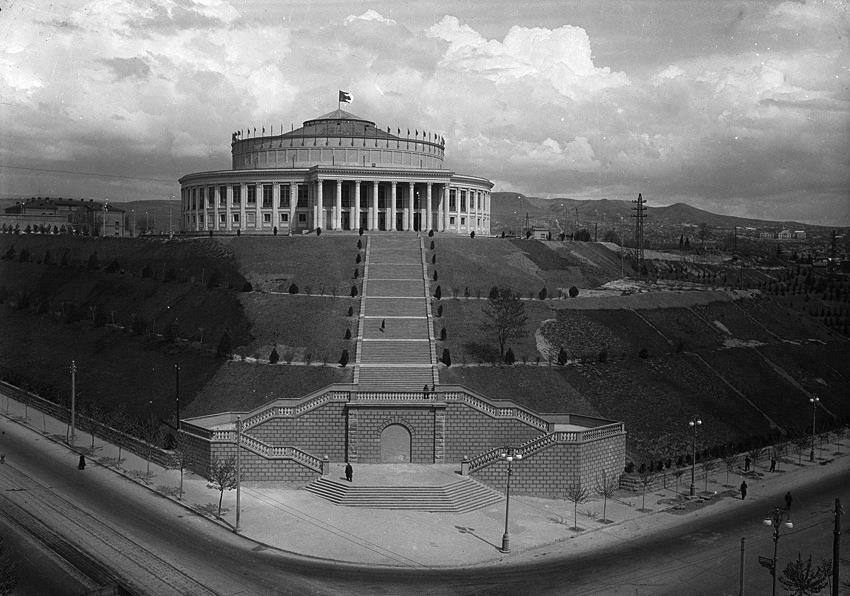
Тбилисский государственный цирк, 1940.
Тбилисский государственный цирк, фрагмент портика.
Дом отдыха Зак СНК в Гаграх, 1935.
Дом отдыха Зак СНК в Гаграх, фрагмент.
Ресторан «Арарат» на Неглинной улице в Москве, 1950.